# 中尾輝
中尾 輝（なかお ひかる、1994年9月14日 - ）は、愛知県名古屋市南区出身の元プロ野球選手（投手）。左投左打。

## 経歴

### プロ入り前
春日野小学校4年で野球を始め、桜田中学校時代は津島ボーイズに所属していた。杜若高等学校では1年秋からベンチ入りし、3年夏は県大会16強。甲子園出場経験はなし。
名古屋経済大学では1年春から愛知大学野球2部リーグ戦に登板。2年春から先発投手。3年秋の東海学園大学戦では、1試合で14奪三振を記録した。4年秋の愛知工業大学戦では、敗れはしたものの、11三振を奪って完投した。プロ入り前には、「2部リーグの逸材」としてスカウトの注目を集めた。
2016年のNPBドラフト会議で、東京ヤクルトスワローズから4位指名を受け、契約金4500万円、年俸700万円で入団に合意した（金額は推定）。背番号は13。

### プロ入り後
2017年、6月8日に福岡ヤフオク!ドームで行われたセ・パ交流戦・対福岡ソフトバンクホークス戦において、一軍公式戦初登板・初先発を果たす。一軍公式戦2試合に登板。二軍公式戦では26試合に登板し、3勝6敗3セーブ、防御率6.96の成績だった。また11月25日から台湾で開催されるアジアウインターベースボールリーグにおいて、NPBイースタン選抜に選出された。
2018年は開幕から一軍に帯同。4月8日、同点の5回から登板し3回無失点。同回裏にチームが勝ち越したため、プロ初勝利を掴んだ。その後も好投を続け、5月中旬頃から近藤一樹と共に守護神を務める石山泰稚に繋ぐセットアッパーを務めるようになった。最終的にチーム3位の54試合に登板し、チームのリーグ2位躍進に大きく貢献した。
2019年は1月3日に一般女性と結婚。シーズンはコンディション不良のため開幕一軍とはならず、4月19日に一軍昇格するが、12試合の登板で防御率8.36と振るわなかった。
2020年、更に登板機会を減らし、登板試合は5試合のみ、防御率も5.00に終わった。オフに背番号を63へ変更した。
2021年、プロ入り後初めて一軍登板なしに終わり、二軍でも16試合の登板で防御率5.79の成績だった。10月6日、球団より戦力外通告を受け、現役を引退した。

### 現役引退後
引退後は、地元・名古屋の社会人野球チーム「寿々硬式野球クラブ」にコーチ兼任として入団。野球教室を開くなど野球振興に関わる予定。

## 選手としての特徴・人物
大学時代に最速151km/hを記録した。変化球はスライダー、フォークを投げる。ストレート、スライダー、フォークの3球種で打者と対峙する。
母親が名古屋市内で居酒屋を営んでおり、スワローズファンが集まることもある。

## 詳細情報

### 年度別投手成績
| 年 度     | 球 団     | 登 板 | 先 発 | 完 投 | 完 封 | 無 四 球 | 勝 利 | 敗 戦 | セ 丨 ブ | ホ 丨 ル ド | 勝 率 | 打 者 | 投 球 回 | 被 安 打 | 被 本 塁 打 | 与 四 球 | 敬 遠 | 与 死 球 | 奪 三 振 | 暴 投 | ボ 丨 ク | 失 点 | 自 責 点 | 防 御 率 | W H I P |
| --------- | --------- | ----- | ----- | ----- | ----- | -------- | ----- | ----- | -------- | ----------- | ----- | ----- | -------- | -------- | ----------- | -------- | ----- | -------- | -------- | ----- | -------- | ----- | -------- | -------- | ------- |
| 2017      | ヤクルト  | 2     | 1     | 0     | 0     | 0        | 0     | 1     | 0        | 0           | .000  | 25    | 4.0      | 8        | 1           | 3        | 0     | 0        | 4        | 1     | 0        | 7     | 5        | 11.25    | 2.75    |
| 2018      | ヤクルト  | 54    | 0     | 0     | 0     | 0        | 7     | 3     | 0        | 12          | .700  | 248   | 54.0     | 53       | 5           | 33       | 4     | 1        | 56       | 7     | 0        | 25    | 21       | 3.50     | 1.59    |
| 2019      | ヤクルト  | 12    | 0     | 0     | 0     | 0        | 0     | 1     | 0        | 0           | .000  | 69    | 14.0     | 17       | 3           | 8        | 1     | 0        | 18       | 3     | 0        | 13    | 13       | 8.36     | 1.79    |
| 2020      | ヤクルト  | 5     | 0     | 0     | 0     | 0        | 0     | 0     | 0        | 0           | ----  | 41    | 9.0      | 9        | 3           | 5        | 0     | 0        | 6        | 0     | 1        | 5     | 5        | 5.00     | 1.56    |
| 通算：4年 | 通算：4年 | 73    | 1     | 0     | 0     | 0        | 7     | 5     | 0        | 12          | .583  | 383   | 81.0     | 87       | 12          | 49       | 5     | 1        | 84       | 11    | 1        | 50    | 44       | 4.89     | 1.68    |

### 年度別守備成績
| 年 度 | 球 団    | 投手  | 投手  | 投手  | 投手  | 投手  | 投手     |
| 年 度 | 球 団    | 試 合 | 刺 殺 | 補 殺 | 失 策 | 併 殺 | 守 備 率 |
| ----- | -------- | ----- | ----- | ----- | ----- | ----- | -------- |
| 2017  | ヤクルト | 2     | 0     | 1     | 0     | 0     | 1.000    |
| 2018  | ヤクルト | 54    | 2     | 4     | 1     | 0     | .857     |
| 2019  | ヤクルト | 12    | 0     | 3     | 0     | 0     | 1.000    |
| 2020  | ヤクルト | 5     | 1     | 1     | 0     | 0     | 1.000    |
| 通算  | 通算     | 73    | 3     | 9     | 1     | 0     | .923     |

### 記録
初記録
- 初登板・初先発登板：2017年6月8日、対福岡ソフトバンクホークス3回戦（福岡ヤフオク!ドーム）、3回7失点（自責点5）で敗戦投手
- 初奪三振：同上、2回裏に上林誠知から空振り三振
- 初勝利：2018年4月8日、対読売ジャイアンツ3回戦（明治神宮野球場）、5回表に2番手で救援登板、3回無失点
- 初ホールド：2018年4月29日、対読売ジャイアンツ5回戦（東京ドーム）、6回裏に3番手で救援登板、1回無失点

### 背番号
- 13（2017年 - 2020年）
- 63（2021年）

### 代表歴
- 2017アジアウインターベースボールリーグ：NPBイースタン選抜[7]

### 登場曲
- 「GET BUSY」APOLLO（2018年 - ）